# Buccione
Buccione is een plaats (frazione) in de Italiaanse gemeente Gozzano.